# Northfield (Kentucky)
Northfield város az USA Kentucky államában, Jefferson megyében. Lakosainak száma 991 fő (2020. április 1.).

## Népesség
A település népességének változása:
| Lakosok száma | 970  | 1020 | 991  |
|               | 2000 | 2010 | 2020 |